# Charles Émile Bouillevaux

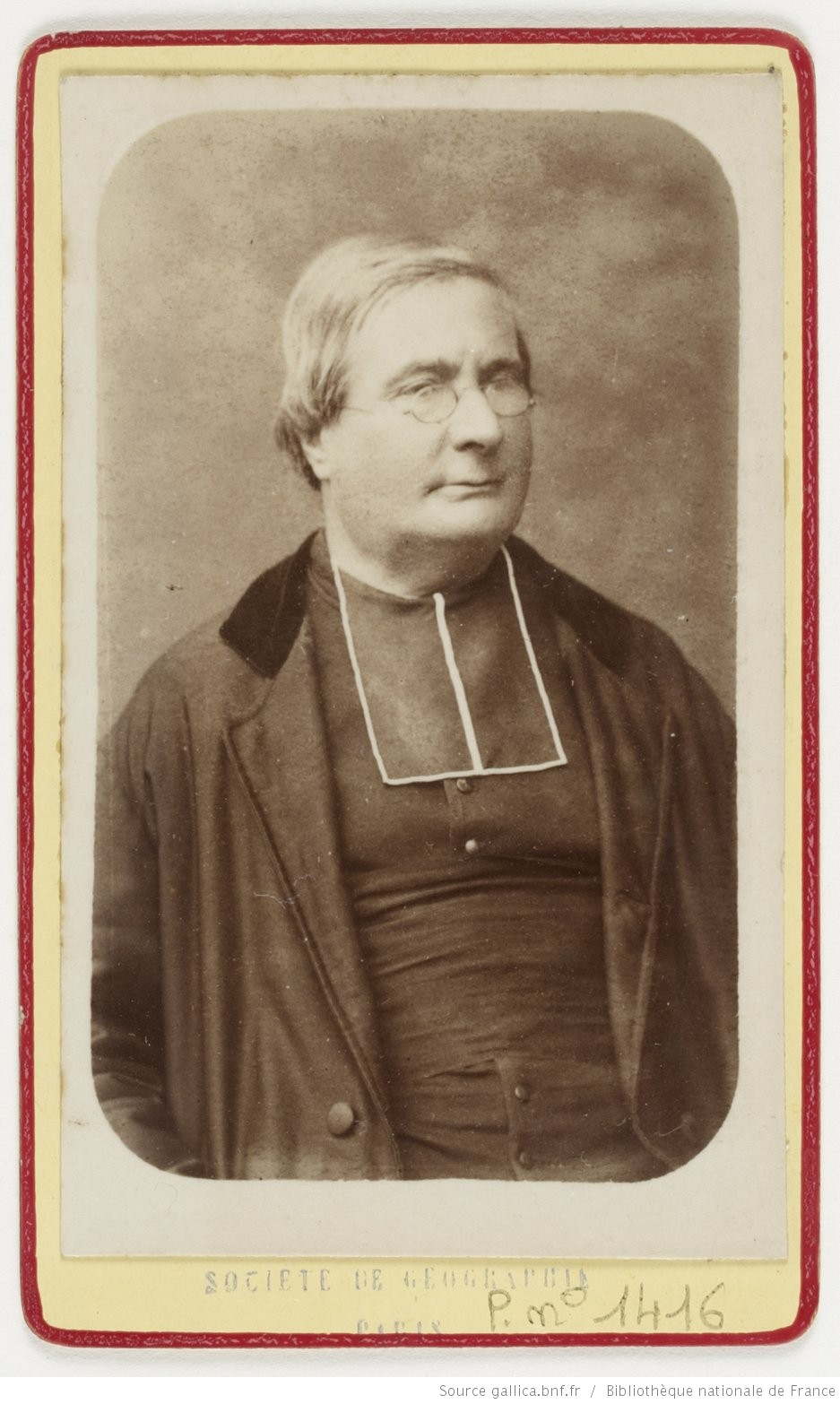

Charles Émile Bouillevaux (* 1823 in Montier-en-Der, Nordost-Frankreich; † 1913) war ein französischer Missionar, der in Cochinchina (Vietnam, Kambodscha und Laos) wirkte. Er gilt als erster Europäer des 19. Jahrhunderts, der sowohl Angkor besuchte als auch einen Bericht über die Stätte publizierte.
Bouillevaux wurde 1848 ordiniert und ging über Singapur und Bangkok nach Annam, dem heutigen Vietnam. 1850 reiste er über Phnom Penh und den See Tonle Sap nach Angkor Wat, der heute als einer der kunstvollsten Tempel seiner Zeit angesehen wird. Bouillevaux beschrieb seine Reise und die Anlage von Angkor 1858 jedoch eher karg und wenig mitreißend. Dies mag auch an den für die damalige Zeit recht freizügig gestalteten Apsaras liegen, die zu Hunderten die Mauern des Tempels schmückten. Bouillevaux haderte immer mehr mit der geringen Anerkennung seiner Entdeckung, doch war es anerkanntermaßen Henri Mouhot, der nur wenig später mit seiner farbigen Darstellung der Anlage für die richtige Einordnung von Angkor Wat sorgte.
Charles Émile Bouillevaux starb 1913.

## Veröffentlichungen
- Charles Emile Bouillevaux: Voyage dans l'Indo-Chine 1848-1856. Paris: Victor Palmé 1858.

| Personendaten    | Personendaten                                                                     |
| ---------------- | --------------------------------------------------------------------------------- |
| NAME             | Bouillevaux, Charles Émile                                                        |
| KURZBESCHREIBUNG | französischer Missionar, der in Cochinchina (Vietnam, Kambodscha und Laos) wirkte |
| GEBURTSDATUM     | 1823                                                                              |
| GEBURTSORT       | Montier-en-Der, Nordost-Frankreich                                                |
| STERBEDATUM      | 1913                                                                              |